# Greensburg (Kansas)
Greensburg è un comune degli Stati Uniti d'America, situato nello Stato del Kansas, nella contea di Kiowa, della quale è anche il capoluogo.
Nel maggio 2007 la piccola comunità è stata colpita da un tornado classificato EF5 che ha ucciso 11 persone e che ha distrutto quasi interamente la Città. Tale tornado è risultato il più intenso in Kansas dal 1991. Ha fatto seguito un crollo demografico: nel 2000 la popolazione era di 1 574 abitanti, mentre nel 2010 di 777.